# Стаменов, Бояна
Бояна Стаменов (род. 24 июня 1986 года) — сербская певица, представительница Сербии на конкурсе песни Евровидение-2015 с песней Beauty Never Lies.
Бояна заняла в финале Евровидения-2015 10 место.